# Laguna Tatarenda
La laguna Tatarenda es una laguna boliviana de agua sulfurosa y salobre ubicada a 25 km al suroreste de la localidad de Abapó en la provincia de Cordillera en el departamento de Santa Cruz al sureste de Bolivia. Está situada a una altitud de 700 m s. n. m. y tiene una superficie de 4,34 km². Dentro de la laguna hay cuatro islas, dos grandes y dos chicas. Esta se emplaza en una región montañosa entre la Serranía Pirirenda y la Serranía Caipipendi.